# Mărășești
Mărășești es una ciudad con estatus de oraș de Rumania en el distrito de Vrancea.

## Geografía
Se encuentra a una altitud de 58 m s. n. m. a 209 km de la capital, Bucarest.

## Demografía
Según estimación 2012 contaba con una población de 13 416 habitantes.
| 1948  | 1956  | 1966  | 1977   | 1992   | 2002   | 2012   |
| 4 940 | 5 604 | 6 795 | 10 521 | 12 370 | 11 777 | 13 416 |